# Crossopalpus sinensis
Crossopalpus sinensis är en tvåvingeart som beskrevs av Yang 1989. Crossopalpus sinensis ingår i släktet Crossopalpus och familjen puckeldansflugor. Inga underarter finns listade i Catalogue of Life.